# عبد الجبار المنيرة
عبد الجبار المنيرة (مواليد 28 يناير 1965، الرباط) بروفيسور وباحث مغربي متخصص في علم الأعصاب، يعمل أستاذا في معهد كارولنسكا بالسويد. سنة 2023، أصبح أول عالم مغربي وعربي يدخل ضمن لجنة مُحكّمي جائزة نوبل للطب، بعد أن اختير "عضوا أجنبيا في الطبقة السادسة لعلوم الحياة"، التي تعد ضمن الطبقات أو المجالات العلمية العشرة.

## مسيرته

### مولده وتعليمه
وُلد عبد الجبار المنيرة في 28 يناير 1965 بالعاصمة الرباط، وفيها ترعرع ودرس، وصولاً إلى نيل شهادة بكالوريوس في علم الأحياء من كلية العلوم بجامعة محمد الخامس سنة 1988، لينتقل بعدها للدراسة بفرنسا، في جامعة إيكس مارسيليا ‏، حيث نال شهادة الدكتوراه في علم الأعصاب.

## مناصبه
يشغل المنيرة مناصب علمية مرموقة في عدة وكالات للأبحاث في الولايات المتحدة وأوروبا، وهيئات تحرير عدد من المجلات والجرائد العلمية.
سنة 1992، انتقل إلى السويد، ليصبح أستاذا مساعدا في معهد كارولينسكا، ثم واصل الاشتغال على أبحاثه العلمية، ما أهله ليصبح أستاذا مشاركا في المعهد نفسه، ثم أستاذ كرسي وبروفيسور في علم الأعصاب في سنة 2005.
في عام 2015، أصبح عبد الجبار المنيرة أول عضو عربي في الأكاديمية الملكية السويدية للعلوم بالسويد، وهي المؤسسة المانحة لجوائز نوبل. سنة 2023،، جرى انتخابه من بين 50 عالماً من معهد كارولنسكا، لينضم إلى لجنة خاصة من خمسة علماء فقط، وهي المكلفة باختيار الفائزين بجائزة نوبل للطب.

## أعماله
ساعدت أبحاثه في فك رموز "كيف تقوم الشبكات العصبية في الدماغ البشري بتحويل النوايا إلى أفعال؟". وتكتسب هذه الأبحاث سريرية وعلاجية بالغة في علم الأعصاب، لكونها تُمكّنه من فهم الأمراض التنكسية العصبية والشلل، والتي ظلت لوقت طويل مستعصية على إدراك البشرية.

## الجوائز
حصل عبد الجبار المنيرة على عدد من الجوائز العلمية الدولية:
- 2016: وسام العرش من درجة فارس[13]
- 2010: وسام الاستحقاق الوطني من رتبة قائد.[5]